# Trănkovo
Trănkovo (bulgariska: Трънково) är ett distrikt i Bulgarien.   Det ligger i kommunen Obsjtina Radnevo och regionen Stara Zagora, i den centrala delen av landet, 210 km öster om huvudstaden Sofia.